# Sondalo
Sondalo är en ort och kommun i provinsen Sondrio i regionen Lombardiet i Italien. Kommunen hade 4 071 invånare (2018).